# 22920 Кейтдункан
22920 Кейтдункан (22920 Kaitduncan) — астероїд головного поясу, відкритий 2 жовтня 1999 року.
Тіссеранів параметр щодо Юпітера — 3,265.